# Pylaisiella selwynii
Pylaisiella selwynii là một loài Rêu trong họ Hypnaceae. Loài này được (Kindb.) H.A. Crum, Steere & L.E. Anderson miêu tả khoa học đầu tiên năm 1964.